# Кинотеатры Новочеркасска
Кинотеатры Новочеркасска — кинотеатры города Новочеркасска Ростовской области.

## История
Впервые в мире «Синематограф» был показан зрителям Парижа  22 марта 1895 года. Первый платный киносеанс прошел 28 декабря 1895 года в зале «Гран-кафе» на бульваре Капуцинок дом 14.
Первый киносеанс в России состоялся в мае 1896 году в петербургском саду «Аквариум».
Через несколько лет, в 1903 году в Новочеркасске на Платовском проспекте в доме Кондратовой открылся кинотеатр "Патэ" (позже названный "Танаис"), который был оборудован французской аппаратурой. Кинозал кинотеатра вмещал до ста человек. В кинотеатре вначале шли немые фильмы: "Борьба с демоном", "Спартак, вождь гладиаторов", "Клеопатра и Антоний" и др. В фойе кинотеатра проходили художественные выставки. Затем в городе в здании Общества Донских торговых казаков был открыт электро-биограф "Солей"  (позже был переименован в кинотеатр "Победа"). Владельцами кинотеатров были Бояринов и Хоперский.
В начале XX века в доме Фертига в Новочеркасске открылся электро-биограф "Французский" (ныне здание Сбербанка, Платовский проспект). В этом кинотеатре устраивали сеансы в пользу семей фронтовиков, здесь также выступали артисты Анна Каринская и Александр Барятинский. В синематографах "Палас" и Бомонд" в Гостинном дворе показывали фильмы в пользу воспитанников Новочеркасской Учительской семинарии и воспитанниц женской гимназии А. Д. Дувакиной. В кинотеатре "Одеон" шли без перерыва фильмы о любви.
К началу Первой Мировой войны в городе было уже около 12 кинотеатров. В годы войны они все были переоборудованы в лазареты для раненых. В первые годы советской власти в Новочеркасске работало три кинотеатра: "Патэ", "Одеон" и "Солей" .
Кроме кинотеатров, фильмы показывали в городских клубах: Центральный рабочий клуб, Клуб железнодорожников, Клуб им. Буденного, при военных частях и др., на летней театральной площадке.  Приобретя видеопроектор, в саду им. Благоева (ныне Александровский сад) комсомольцами города был открыт летний кинотеатр «Ударник». В 1932 году появилось звуковое кино. Первые звуковые фильмы стали показывать в кинотеатре «Рот-фронт» (бывший «Солей»).
В годы Великой Отечественной войны горожане зарыли всю киноаппаратуру до лучших времен в землю. После освобождения города, в нём опять заработали кинотеатры.
В конце 50-х годов XX века в кинотеатре «Ударник» стали показывать широкоэкранные, а позже — широкоформатные фильмы.
Осенью 1969 году в Новочеркасске заработал кинотеатр высшей категории «Искра». Там демонстрировались обычные, широкоэкранные и широкоформатные фильмы. Незадолго до открытия кинотеатра "Прибой" в г. Ростов-на Дону, в "Искре" временно установили аппаратуру для демонстрации стереоскопических фильмов, снятых по системе "Стерео-70". Впоследствии эта аппаратура была перемонтирована уже на своё постоянное место в кинотеатр "Прибой".
Позже "Искра" была переименована в "Космос". Это название кинотеатр сохраняет и в наши дни.
В 80-х и 90-х годах в городе работали кинотеатры "Победа", "Комсомолец", "Мир", "Пионер", широкоформатные кинотеатры "Ударник", "Искра" и "Октябрь", более 16 киноустановок во Дворцах и Домах культуры, 4 детских кинотеатра и др. Это было время с максимальным числом кинозрителей.
В конце ХХ — начале XXI века кинотеатры стали закрываться. Закрылся детский кинотеатр "Пионер", его здание было отдано в аренду банку. В 1997 году сгорел летний кинотеатр «Ударник». Закрылся кинотеатр «Октябрь», а вслед за ним и другие.
31-го декабря 2019 года в здании бывшего кинотеатра «Танаис» открылся кинотеатр «ПАТЭ», название взято у дореволюционного кинотеатра, который находился в этом же здании.
В 2020 году в марте закрылся кинотеатр «Космос»